# Саут-Гайпойнт (Флорида)
Саут-Гайпойнт (англ. South Highpoint) — переписна місцевість (CDP) в США, в окрузі Пінеллас штату Флорида. Населення — 5018 осіб (2020).

## Географія
Саут-Гайпойнт розташований за координатами 27°54′29″ пн. ш. 82°42′55″ зх. д. / 27.90806° пн. ш. 82.71528° зх. д. (27.908062, -82.715221).  За даними Бюро перепису населення США в 2010 році переписна місцевість мала площу 2,57 км², з яких 2,56 км² — суходіл та 0,01 км² — водойми. В 2017 році площа становила 2,29 км², з яких 2,29 км² — суходіл та 0,01 км² — водойми.

## Демографія
Згідно з переписом 2010 року, у переписній місцевості мешкало 5195 осіб у 1742 домогосподарствах у складі 1182 родин. Густота населення становила 2018 осіб/км².  Було 2001 помешкання (777/км²).
Расовий склад населення:
| - 61,4 % — білих - 12,1 % — чорних або афроамериканців - 6,1 % — азіатів - 1,2 % — корінних американців - 0,8 % — вихідців з тихоокеанських островів - 14,9 % — осіб інших рас |

До двох чи більше рас належало 3,5 %. Частка іспаномовних становила 31,1 % від усіх жителів.
За віковим діапазоном населення розподілялося таким чином: 28,3 % — особи молодші 18 років, 65,6 % — особи у віці 18—64 років, 6,1 % — особи у віці 65 років та старші. Медіана віку мешканця становила 31,3 року. На 100 осіб жіночої статі у переписній місцевості припадало 109,0 чоловіків;  на 100 жінок у віці від 18 років та старших — 108,1 чоловіків також старших 18 років.
Середній дохід на одне домашнє господарство  становив 41 739 доларів США (медіана — 35 625), а середній дохід на одну сім'ю — 44 680 доларів (медіана — 40 361). Медіана доходів становила 27 192 долари для чоловіків та 27 465 доларів для жінок. За межею бідності перебувало 29,4 % осіб, у тому числі 50,6 % дітей у віці до 18 років та 9,2 % осіб у віці 65 років та старших.
Цивільне працевлаштоване населення становило 2176 осіб. Основні галузі зайнятості: науковці, спеціалісти, менеджери — 18,2 %, освіта, охорона здоров'я та соціальна допомога — 12,0 %, мистецтво, розваги та відпочинок — 11,9 %.